# Kanton Barcillonnette
Barcillonnette is een voormalig kanton van het Franse departement Hautes-Alpes. Het kanton maakte deel uit van het arrondissement Gap. Het werd opgeheven bij decreet van 20 februari 2014 met uitwerking in maart 2015.

## Gemeenten
Het kanton Barcillonnette omvatte de volgende gemeenten:
- Barcillonnette (hoofdplaats)
- Esparron
- Vitrolles